# 上海体育大廈

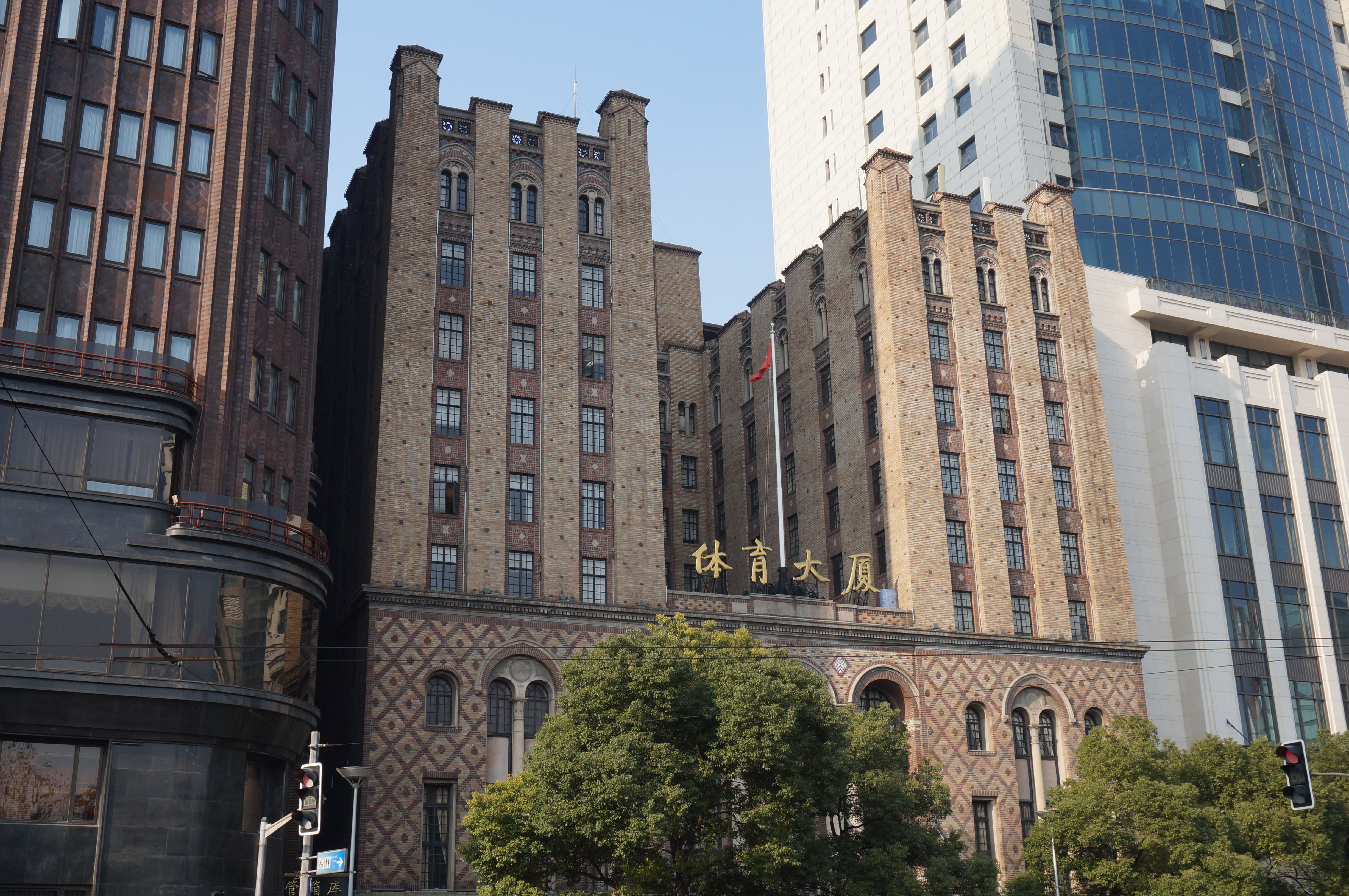
上海体育大廈

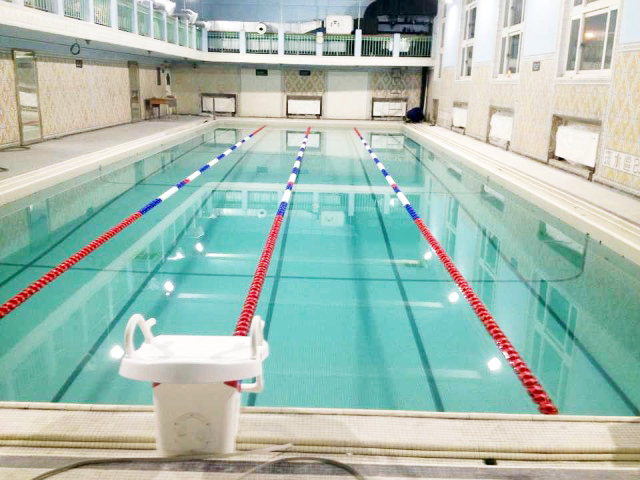
上海最初の温水プール

上海体育大廈（しゃんはいたいいくたいか）は、上海市黄浦区南京西路150号に位置する建築である。この建物は国際飯店（パークホテル）の隣にあり、上海レースクラブの反対側にある。外観はアーツ・アンド・クラフツ運動の影響を受けた。

## 概要
旧名は西僑青年会。YMCAの施設で上海在住の欧米青年のスポーツクラブだった。上海最初の温水プールなど、当時最先端の設備をそろった。建築は1928年5月に竣工し、1932年に4階建てから9階建てに拡大し、その後はさらに11階建てに拡大された。太平洋戦争中、旧日本軍が西僑青年会を占拠し、東亜体育館と改名した。戦後、この建物は米軍用の施設だったが、1954年からは上海市スポーツクラブに改名された。